# Bata (Guinea Equatoriale)
Bata è una città costiera della Guinea Equatoriale, posta nella regione del Rio Muni, e capoluogo della provincia del Litorale.
Bata è considerata la capitale politica della nazione.

## Storia
Fondata nel XVII secolo dai portoghesi sui resti di un villaggio fang, vide i francesi installarsi alla fine del XIX secolo. Con il trattato di Parigi Bata e tutta la regione furono cedute alla Spagna che ne fece la capitale della Guinea Spagnola. Come indicato dal famoso geografo Max Liniger-Goumaz nel 1907 Bata era un piccolo avamposto militare abitato da 37 europei e 200 africani. Con la sconfitta tedesca in Camerun nel 1917 molti tedeschi arrivarono in città e ne fecero una base per lo sfruttamento delle foreste. Allo sviluppo economico fece riscontro un notevole afflusso di europei che continuò fino al 1969, quando una rivolta anti spagnola portò all'allontanamento della popolazione bianca dalla città. Seguirono oltre 15 anni di stagnazione fino agli anni del boom petrolifero.

## Monumenti e luoghi d'interesse
- Torre della Libertà

## Società

### Evoluzione demografica
Secondo il censimento del 2001 è, con 132.235 abitanti, la seconda città più popolata della nazione dopo la capitale Malabo, ma le stime del 2005 la pongono al primo posto con 173.046 abitanti.
Il recente sviluppo che ha portato ad una forte urbanizzazione è dovuto all'individuazione e allo sfruttamento dei giacimenti di petrolio.

## Cultura
È abbastanza rinomata per la sua vita notturna e per l'importante mercato.

## Infrastrutture e trasporti

### Porti
La città possiede un porto abbastanza importante dal quale partono traghetti per Malabo e Douala.

### Aeroporti
È sede dell'aeroporto di Bata.

## Sport

### Calcio
Il principale club calcistico cittadino è il Dragón Fútbol Club.
Lo stadio di Bata fu una delle sedi della Coppa d'Africa 2012, che la Guinea Equatoriale organizzò assieme al Gabon, e della Coppa d'Africa 2015, organizzata dalla Guinea Equatoriale. Ha una capienza di 37 500 posti.